# Schefflera frodiniana
Schefflera frodiniana är en araliaväxtart som beskrevs av Luciano Bernardi. Schefflera frodiniana ingår i släktet Schefflera och familjen araliaväxter. Inga underarter finns listade.